# Ambystoma mabeei
Ambystoma mabeei är en groddjursart som beskrevs av Bishop 1928. Ambystoma mabeei ingår i släktet Ambystoma och familjen mullvadssalamandrar. IUCN kategoriserar arten globalt som livskraftig. Inga underarter finns listade i Catalogue of Life.